# Wieszczyczyn

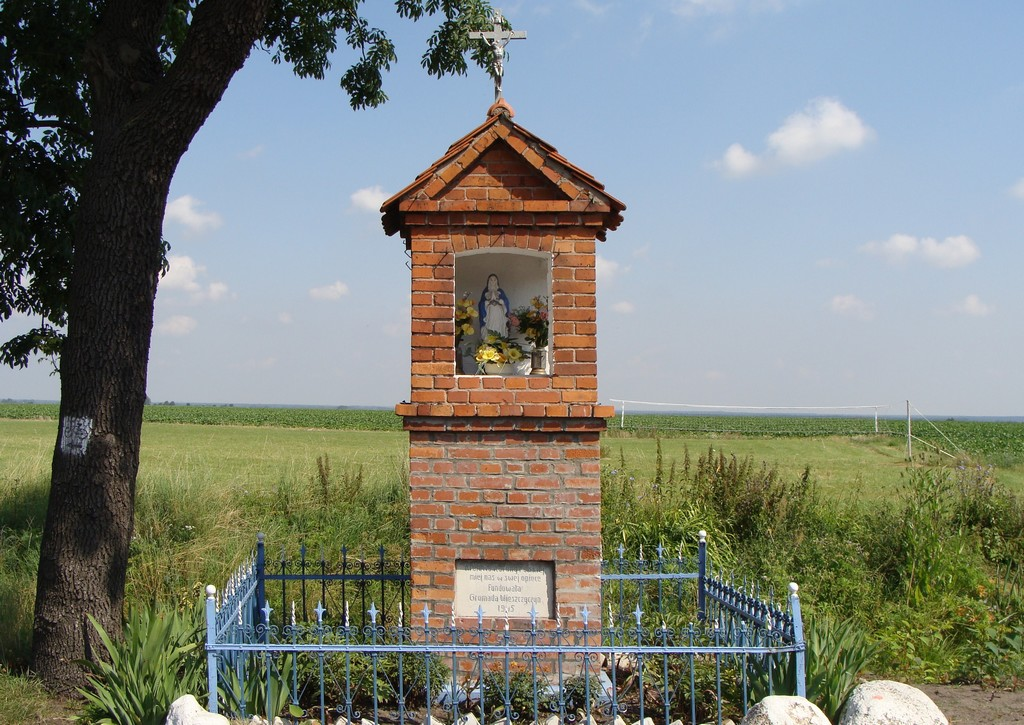
Kapliczka przydrożna

Wieszczyczyn – wieś w Polsce położona w województwie wielkopolskim, w powiecie śremskim, w gminie Dolsk. W latach 1975–1998 miejscowość administracyjnie należała do województwa poznańskiego.
Wieś położona 4,8 km na północ od Dolska, przy drodze powiatowej nr 4070 z Kadzewa do Konarskie. We wsi znajduje się skrzyżowanie z drogami do: Masłowa i Nowieczka☃☃. Wieś położona 4,8 km na północ od Dolska, przy drodze powiatowej nr 4070 z Kadzewa do Konarskie. We wsi znajduje się skrzyżowanie z drogami do: Masłowa i Nowieczka.
W XII w. we wsi istniał drewniany kościół. Pierwsza zachowana wzmianka o wsi w dokumentach pojawiła się w 1391 pod nazwą Vesciczino. W 1404 roku wspomniany został pleban Szymon. Od początku XV wieku właścicielami majątku był ród Łodziów, następnie Wyskotów. Od XIX wieku wieś należała do Miaskowskich, Radoszewskich, Palickich i Krzysztoporskich. 21 lutego 1939 urodził się tutaj Zdzisław Fortuniak, biskup poznański. 
Zabytkami prawnie chronionymi są:
- Kościół św. Rocha – neorenesansowy, z 1908, z wysoką wieżą zwieńczoną hełmem z dwoma dzwonami z 1681. Wnętrze kościoła to m.in. neobarokowe sztukaterie oraz obraz św. Rocha z poł. XIX w. zachowany ze starego kościoła. Okna ozdobione zostały witrażami ze scenami Narodzenia, Ukrzyżowania, Chrystusa i Marii. Na zewnątrz kościoła znajduje się 18 tablic epitafijnych oraz krypta grobowa Krzysztoporskich. W murze umieszczone są dwie barkowe kapliczki z 1849 z figurami św. Jana Nepomucena i Serca Jezusowego.
- Park krajobrazowy o powierzchni 2 ha z pomnikami przyrody: 4 klony polne o obwodach 240-360 cm, 3 lipy drobnolistne o obwodzie 310-340 cm, dąb szypułkowy oraz jesion wyniosły.

Atrakcjami wsi są również tablice poświęcone poległym w wojnie w 1920, znajdują się w kruchcie pod wieżą oraz dwór z XIX wieku, klasycystyczny, później przebudowany.